# ダンヒルたばこ紳士
『ダンヒルたばこ紳士』（The Gentle Art of Smoking）は、イギリスのファッションブランド、ダンヒルの3代目の当主であるアルフレッド・H・ダンヒルが著した、タバコに関する解説書である。

## 本の概要と出版状況
タバコや喫煙具の起源とその受容史そして製造法について詳しく述べられた解説書である。父のアルフレッド・ダンヒルが著した『パイプの本』がタバコやパイプ全般についての史学的な考察を中心にした内容であるのに対し、本書は、喫煙具製造販売業者としての視点から書かれていることに特色があり、ダンヒルの喫煙具の解説書として高い評価を得ている。また、父の晦渋な文体に比べて、大変読みやすい内容となっている。
初版はThe Bodley Head Ltd.よりジェームス・アーノルドの挿絵入りで1954年に出版された。1961年には、図版を差し替えてMax Reinhardt Ltd.より再刊された。その後も何度か重版されたが、現在はイギリスでも絶版である。
日本語版は初版を底本とし、挿絵もそのままに作曲家の團伊玖磨が1967年に完訳出版した。タバコの文献として極めて高い評価を得ていたが、現在は絶版となっている。

## 出版記録
- 1954年 The Bodley Head Ltd.（初版）
- 1961年 Max Reinhardt Ltd.（図版を差し替えた改訂版）ISBN 978-0370003924
- 1967年 朝日新聞社（初版を底本にした團伊玖磨による日本語訳）